# Wei Zheng
Wei Zheng (chiń. 魏徵; pinyin Wèi Zhēng; ur. 580, zm. 643) – chiński polityk, myśliciel i historyk epoki Tang, prezentowany jako wzór doradcy.

## Życiorys
Urodzony w 580 r. na terenie współczesnej prowincji Hebei w północnych Chinach. Jego ojciec był urzędnikiem, zmarł, gdy Wei Zheng był jeszcze dzieckiem. Z tego powodu Wei Zheng dorastał w ubóstwie i przez kilka lat wychowywał się w taoistycznym klasztorze. W schyłkowym okresie panowania dynastii Sui (581–618) w kraju dochodziło do licznych rebelii i Wei Zheng dołączył do jednej ze zbuntowanych grup pod dowództwem Li Mi, który potem podporządkował się dynastii Tang.
Został urzędnikiem w administracji Tangów. Początkowo służył następcy tronu, ale ten został zamordowany przez brata Li Shimina (późniejszego cesarza Taizonga). Ten nie tylko wybaczył urzędnikowi pracę u swojego przeciwnika, ale zaoferował mu służbę u siebie i – będąc pod wrażeniem jego oddania i kwalifikacji w zarządzaniu – uczynił go swoim bliskim doradcą. Wei Zheng był jednym z najważniejszych ministrów Taizonga od 626 roku. Jako doradca zawsze bronił swojego zdania, jeśli był przekonany o jego słuszności, i często krytykował opinie lub zachowania cesarza, jeśli uważał je za nieprawidłowe. Jako historyk wsławił się spisaniem księgi poświęconej panowaniu dynastii Sui, zaliczanej do tzw. oficjalnych historii dynastycznych. W późniejszych latach, powołując się na opisane w swojej księdze przykłady, wielokrotnie przestrzegał Taizonga przed powielaniem błędów popełnionych niegdyś przez władców poprzedniej dynastii.
W ostatnich tygodniach życia był leczony przez osobistego lekarza cesarza Taizonga. Zmarł w 643 r., a cesarz dowiedziawszy się o jego śmierci miał powiedzieć Gdy brąz służy ci za lustro, widzisz, czy twe szaty nie są w nieładzie, gdy historia służy ci za lustro, możesz zrozumieć swe porażki i zwycięstwa, gdy człowiek służy ci za lustro, możesz zrozumieć, co właściwe, a co zgubne. Wei Zheng umarł, straciłem me lustro!. Postawa Wei Zhenga była w następnych wiekach przedstawiana jako wzorcowa postawa dla urzędników państwowych.